# Линдси, Джоан
Джоан а Беккет Линдси, урождённая Вейгалл (англ. Joan à Beckett Lindsay; 16 ноября 1896, Мельбурн — 23 декабря 1984, Франкстон) — австралийская писательница и художница. Широко известен её роман «Пикник у Висячей скалы», по которому в 1975 году Питер Уир снял одноимённый фильм.

## Биография и творчество
Джоан Вейгалл родилась в 1896 году в Мельбурне. Она была третьей дочерью Тейра Беккета Вейгала, барристера, и его жены Энни Софи Генриетты.
Дедушка Джоан по материнской линии, Роберт Гамильтон, был губернатором Тасмании, а её двоюродный дедушка сэр Уильям а Беккет — главным судьёй Виктории. Вначале Джоан воспитывала гувернантка, затем она училась в школе для девочек.
С 1916 по 1920 год Джоан училась живописи в школе при Национальной галерее Виктории (National Gallery of Victoria Art School), где её преподавателями были Бернард Холл и Фредерик Мак-Каббин. В 1922 году она вышла в Лондоне замуж за художника Эрнеста Дэрила Линдси. Вернувшись в Мельбурн в 1924 году, они организовали совместную выставку своих работ, торжественно открытую певицей Нелли Мелба, с которой супруги были дружны.
После замужества Джоан Линдси почти перестала заниматься живописью, зато обратилась к литературе и в 1920-х годах опубликовала ряд статей и рассказов в различных газетах и журналах. Она также написала две оставшиеся неопубликованными пьесы, «Cataract» и «Wolf!» (последнюю в соавторстве с Марго Гойдер и Энн Джоск). В 1936 году, под псевдонимом Серена Ливингстон-Стенли, был издан её роман «Through Darkest Pondelayo» — пародия на популярные книги в жанре путевых заметок.
В 1941 году Дэрил Линдси был назначен директором Национальной галереи Виктории. Три дня в неделю Джоан работала в качестве его ассистентки. Позднее она стала одним из соавторов книг «Шедевры Национальной галереи Виктории» (1949) и «Ранняя архитектура Мельбурна: 1840—1888» (1953). С 1958 по 1964 год она была председателем Общества искусств и ремёсел Виктории (Arts and Crafts Society of Victoria).
В 1960-х годах вышли три романа Джоан Линдси: «Time without Clocks» (1962), «Facts Soft and Hard» (1964) и прославивший её «Picnic at Hanging Rock» (1967). Написанный всего за четыре недели, «Пикник у Висячей скалы» повествует о таинственном исчезновении трёх девушек и их учительницы. Последняя глава, проливающая свет на их судьбу, была изъята из книги по настоянию издателя и впервые опубликована лишь в 1987 году. Атмосфера мистики и тайны стала одной из причин международной популярности экранизации романа, сделанной Питером Уиром в 1975 году.
В 1969 году Джоан Линдси попала в автомобильную аварию и получила серьёзные увечья, после чего последовал долгий период восстановления. В 1976 году не стало Дэрила Линдси. Сама писательница умерла во Франкстоне 23 декабря 1984 года. В её доме, который она завещала Национальному фонду Австралии, в настоящее время хранится коллекция предметов, связанных с историей написания и экранизации «Пикника у Висячей скалы».